# زوک (مجارستان)
زوک (به مجاری:  Zók) یک شهرداری در مجارستان است که در ناحیه سنت‌لورینتس واقع شده‌است. زوک ۸٫۹۳ کیلومتر مربع مساحت و ۲۹۷ نفر جمعیت دارد.